# Elatostema lignosum
Elatostema lignosum är en nässelväxtart som beskrevs av Elmer Drew Merrill. Elatostema lignosum ingår i släktet Elatostema och familjen nässelväxter. Inga underarter finns listade i Catalogue of Life.